# Glyphodes subamicalis
Glyphodes subamicalis is een vlinder uit de familie van de grasmotten (Crambidae). De wetenschappelijke naam van deze soort is voor het eerst voorgesteld door Thomas Bainbrigge Fletcher in een publicatie uit 1910.
De soort komt voor op de Seychellen (Mahé, Praslin, Silhouette).